# Hicham ibn al-Kalbi
Hicham ibn al-Kalbi, connu aussi sous le nom Ibn al-Kalbi (en arabe : ابن الكلبي), (né avant 737 et mort en 819 ou 821) est un historien arabe, compilateur des traditions orales des bédouins et des conteurs professionnels.

## Biographie
Le père d'Hicham est un lettré de Koufa qui entreprend de transcrire les traditions orales des bédouins et des conteurs professionnels. On dit qu'Ibn al-Kalbi a enseigné à Bagdad, peut-être à la fin de sa vie. Il a abondamment écrit sur les premiers Arabes et sur la religion. Parmi ses œuvres existant encore il y a 
- Al-Khayl (en arabe : ḫayl, ﺧﻴﻞ, (les) chevaux), qui contient de courtes anecdotes sur les chevaux et des poèmes à propos des chevaux ;
- Jamharat al-nasab (en arabe : jamhara al-nasab, جمهرة النسب, compilation généalogique), une œuvre importante sur la politique, la religion et la littérature pré-islamiques et des débuts des premiers musulmans arabes ;
- le Livre des idoles (en arabe : كتاب الأصنام, kitāb al-aṣnām, livre des idoles), dans lequel il parle des idoles des Arabes de la période pré-islamique. L'intérêt de ce livre est accru par les informations qu'il apporte sur l'antiquité arabe et les coutumes tribales et traditions qui seraient sinon sans doute perdues[1].

Ibn al-Kalbi établit une généalogie qui fait le lien entre Ismaël et Mahomet et conforte l'idée que les Arabes sont tous les descendants d'Ismaël. Il fait abondamment appel aux anciennes traditions orales arabes, mais il cite aussi des écrivains qui ont eu accès aux sources bibliques et palmyréennes.